# Catherine Fonck
Catherine Fonck (* 22. September 1968 in Ciney) ist eine belgische Ärztin und Politikerin der Centre Démocrate Humaniste (cdH). Fonck ist seit 2003 Mitglied der Abgeordnetenkammer und war Gesundheitsministerin in der Regierung der Französischen Gemeinschaft. Von Juli bis Oktober 2014 war sie föderale  Staatssekretärin für Umwelt, Energie, Mobilität und für institutionelle Reformen in der scheidenden Regierung Di Rupo. Auf lokaler Ebene ist sie Gemeinderatsmitglied in Frameries.

## Leben
Catherine Fonck ist studierte Medizin an der Universität von Namur (FUNDP) und der Université Catholique de Louvain (UCL) und ist in Innere Medizin und Nephrologie spezialisiert. Von 1993 bis 2004 praktizierte sie in verschiedenen belgischen Kliniken.
Ihren Einstieg in die Politik machte sie im Jahr 2003, als sie für die cdH in die Abgeordnetenkammer gewählt wurde. Schon ein Jahr später wurde sie als Ministerin für Kinder, Jugendhilfe und Gesundheit in die Regierung der Französischen Gemeinschaft unter Ministerpräsidentin Marie Arena (PS) gewählt.
Ab 2009 tagte sie wieder als Fraktionsführerin der cdH in der Kammer. Nach den Föderal- und Regionalwahlen vom 25. Mai 2014 wechselte Vizepremierministerin Joëlle Milquet (cdH) in die Regierung der Französischen Gemeinschaft und löste somit ein Stühlerücken in der ausscheidenden Föderalregierung unter Premierminister Elio Di Rupo (PS) aus: Während Melchior Wathelet (cdH) Milquet als Vizepremier und Innenminister ersetzte, rückte Catherine Fonck für Wathelet nach. Somit nahm kurzzeitig sie das Amt der Staatssekretärin für Umwelt, Energie, Mobilität und für institutionelle Reformen wahr.
Auf lokaler Ebene ist Fonck seit 2006 Gemeinderatsmitglied in Frameries.

## Übersicht der politischen Ämter
- 2003 – heute: Mitglied der Abgeordnetenkammer (teilweise verhindert)
- 2004 – 2009: Ministerin der Französischen Gemeinschaft für Kinder, Jugendhilfe und Gesundheit
- 2006 – heute: Mitglied des Gemeinderats in Frameries
- 2014: Staatssekretärin für Umwelt, Energie, Mobilität und für institutionelle Reformen in der Regierung Di Rupo